# Perrusse
Perrusse település Franciaországban, Haute-Marne megyében. Lakosainak száma 29 fő (2022. január 1.). Perrusse Buxières-lès-Clefmont, Clefmont és Daillecourt községekkel határos.

## Népesség
A település népességének változása:
| Lakosok száma | 66   | 56   | 61   | 49   | 39   | 34   | 31   | 30   | 30   | 29   |
|               | 1968 | 1982 | 1990 | 2006 | 2013 | 2015 | 2017 | 2019 | 2020 | 2022 |